# Macrohyliota lucius
Macrohyliota lucius là một loài bọ cánh cứng trong họ Silvanidae. Loài này được Pascoe miêu tả khoa học năm 1862.